# Eleição federal na Alemanha em 1930
Eleições federais ocorreram na Alemanha em 14 de setembro de 1930. Apesar de perder 10 lugares, o Partido Social-Democrata da Alemanha (SPD) continuou a ser o maior partido do Reichstag, ganhando 143 dos 577 assentos, enquanto o Partido Nazista (NSDAP) aumentou dramaticamente o número de assentos de 12 para 107.
Os dois principais partidos da Coalizão de Weimar, o SPD e o Zentrum (Partido do Centro Alemão), não tiveram altos ganhos ou perdas, em contraste com seu parceiro, o Partido Popular Alemão. Os dois resultados das eleições considerados dramáticos foram os do NSDAP, que atingiu mais de 100 assentos e os grandes ganhos para dos comunistas (KPD), com 23 assentos adicionais.

## Resultados Oficiais
| Partido                 | Partido                                                | Votos      | %               | +/-     | Deputados | +/-     |
| ----------------------- | ------------------------------------------------------ | ---------- | --------------- | ------- | --------- | ------- |
|                         | Partido Social-Democrata                               | 8 575 244  | 24,53 / 100,00  | 5,23    | 143 / 577 | 10      |
|                         | Partido Nazi                                           | 6 379 672  | 18,25 / 100,00  | 15,62   | 107 / 577 | 95      |
|                         | Partido Comunista da Alemanha                          | 4 590 160  | 13,13 / 100,00  | 2,51    | 77 / 577  | 23      |
|                         | Partido do Centro                                      | 4 127 000  | 11,81 / 100,00  | 0,26    | 68 / 577  | 7       |
|                         | Partido Popular Nacional Alemão                        | 2 457 686  | 7,03 / 100,00   | 7,22    | 41 / 577  | 32      |
|                         | Partido Popular Alemão                                 | 1 577 365  | 4,51 / 100,00   | 4,20    | 30 / 577  | 15      |
|                         | Partido do Reich das Classes Médias Alemãs             | 1 361 762  | 3,90 / 100,00   | 0,64    | 23 / 577  | Estável |
|                         | Partido Democrático Alemão                             | 1 322 034  | 3,78 / 100,00   | 0,97    | 20 / 577  | 5       |
|                         | Partido Nacional Cristão dos Agricultores e Camponeses | 1 108 043  | 3,17 / 100,00   | 1,34    | 19 / 577  | 10      |
|                         | Partido Popular da Baviera                             | 1 058 637  | 3,03 / 100,00   | Estável | 19 / 577  | 2       |
|                         | Serviço Social Cristão Popular                         | 869 269    | 2,48 / 100,00   | Novo    | 14 / 577  | Novo    |
|                         | Partido Agrário Alemão                                 | 339 434    | 0,97 / 100,00   | 0,57    | 6 / 577   | 2       |
|                         | Partido Popular Conservador                            | 290 579    | 0,83 / 100,00   | Novo    | 4 / 577   | Novo    |
|                         | Liga Agrícola                                          | 193 926    | 0,55 / 100,00   | 0,09    | 3 / 577   | Estável |
|                         | Partido Alemão Hanoveriano                             | 144 286    | 0,41 / 100,00   | 0,22    | 3 / 577   | 1       |
|                         | Outros                                                 | 562 374    | 1,60 / 100,00   |         | 0 / 577   |         |
| Votos Inválidos         | Votos Inválidos                                        | 268 028    |                 |         |           |         |
| Total                   | Total                                                  | 35 224 499 | 100,00 / 100,00 |         | 577 / 577 | 86      |
| Eleitorado/Participação | Eleitorado/Participação                                | 42 982 912 | 81,95 / 100,00  | 6,35    |           |         |